# 京都市電無軌条線

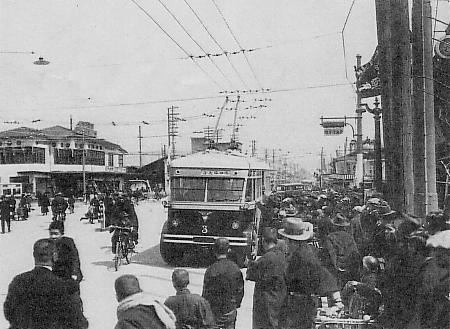
1932年（昭和7年）4月1日、開業当日の京都市電無軌条線
折り返し用のループ線と車庫線の2組の架線が張られていることから、撮影場所は四条大宮と推定される。

京都市電無軌条線（きょうとしでんむきじょうせん）（通称：トロバス）は、四条通に敷設されていた京都市電の無軌条電車（トロリーバス）路線。
昭和初期に［都市計畫軌道延長第二期事業（外劃線）］の一環として建設された。当初の計画は四條線延長（軌道線）であったが、新京阪鉄道地下線計画の関係で四條通大宮 - 西大路の道路造成が遅延し、その間に無軌条電車が検討されて計画が変更になった。
路線は旧市街西端の四條大宮（現：阪急大宮駅・京福四条大宮駅前）と旧西院村の西大路四條を無軌条電車（トロバス）で結んでいた。昭和中期に交通事業の一環で、無軌条化された梅津線に統合された。
京都市のトロリーバス事業全般については、京都市営トロリーバスの項目を参照。

## 路線概要
- 営業区間　四條大宮 - 西大路四條

- 営業距離　1.553km
- 電化区間　全区間
- 架線電圧　直流二線式600V

電車車庫は壬生車庫の一部を改築し有軌条電車と共用
車庫引込線は千本大宮線 壬生車庫前－四條大宮 複軌道を共用

## 沿革
- 1923年（大正12年）
  - 5月26日 市会が「第七十七號議案」を議決し、四條線延長路線決定（後に無軌條線に計画変更）
- 1931年（昭和6年）
  - 3月24日 京都府知事に対し無軌条電車営業免許申請（12月1日 許可）
  - 8月10日 英国 Guy Motors 製 無軌条電車2両 壬生車庫入庫
  - 10月28日 英国 English Electric 製 無軌条電車2両 壬生車庫入庫
- 1932年（昭和7年）
  - 3月28日 京都府知事に対し無軌条電車運転開始許可申請（3月31日 許可）
  - 4月1日 無軌條線 四條大宮 - 西大路四條 開業
- 1940年（昭和15年）
  - 12月2日 急行運転開始（日曜祝祭日を除く午前6時 - 午前9時/午後4時 - 午後7時）
- 1943年（昭和18年）
  - 2月21日 急行運転強化（日曜祝祭日を含む毎日午前6時 - 午前10時/午後4時 - 午後8時）
  - 11月1日 終日急行運転実施（終了期日不明）
- 1958年（昭和33年）
  - 12月1日 梅津線に統合/無軌条電車 梅津車庫移管

## 電停一覧
開業当時の停留所/交叉する通り
- 四條大宮/大宮通 後院通
- 四條坊城/坊城通
- 四條千本/千本通
- 四條中新道/七本松通（中新道）
- 四條御前通/御前通
- 嵐電交叉点
- 西大路四條/西大路通

## 他線との交叉
平面交叉
- 国鉄山陰本線/優先 山陰本線
- 京福電気鉄道嵐山本線/優先 嵐山本線